# Mordellistena trimaculata
Mordellistena trimaculata es una especie de coleóptero de la familia Mordellidae.

## Distribución geográfica
Habita en Ceylán.